# 경주 벽도산 석불입상
경주벽도산석불입상(慶州碧桃山石佛立像)은 대한민국 경상북도 경주시 율동에 있는 석불이다. 1985년 8월 5일 경상북도의 문화재자료 제5호로 지정되었다.

## 개요
이 불상은 경주의 서쪽에 위치한 벽도산에서 동쪽으로 뻗어내린 능선에 있다. 벽도산은 경주의 서쪽에 위치하는 선도산과 더불어 서방을 이루는 중요한 산 가운데 하나이다. 불산의 광배는 배 모양으로 바위를 다듬었고 별다른 조각으로 장식하지는 않았다.
불상은 돋을새김을 하였는데 전체가 마모되어 세부 표현은 정확하게 알아보기 어렵다. 굵고 긴 목에 세 줄의 삼도를 나타내었다. 옷은 양쪽 어깨에 걸치고 있으며 가슴에서 무릎까지 반원형의 층단을 이루며 흘러내리고, 바지자락이 발목을 덮은 듯하다.
발 밑은 깨어져 확인할 수 없으나 대좌를 따로 만들지 않고 불상을 조각하고 남은 돌을 이용한 것으로 보인다. 전체적인 조각수법으로 보아 삼국통일 이후에 만들어진 것으로 보인다.

## 참고 문헌
- 경주벽도산석불입상 - 국가유산청 국가유산포털